# نادیژدا پلیویتسکایا
نادیژدا پلیویتسکایا (روسی: Надежда Васильевна Плевицкая؛ ‏ ۱۷ سپتامبر ۱۸۷۹ – ۱ اکتبر ۱۹۴۰) خواننده مشهور اهل امپراتوری روسیه و جاسوس اتحاد جماهیر شوروی سوسیالیستی بود.
استعداد خوانندگی وی را نخستین بار لئونید سوبینوف کشف کرد و با کمک او، نام نادیژدا بر سر زبان‌ها افتاد. یکی از کسانی که توجه‌اش به نادیژدا جلب شد، خوانندهٔ اپرا فیودور شالیاپین بود.
بعدها نادیژدا کنسرت‌هایی را در سرتاسر اروپا و ایالات متحده آمریکا انجام داد که در آنها، سرگئی راخمانینف وی را همراهی می‌کرد.
او بود که همسرش نیکلای اسکوبلین را تشویق کرد تا به‌عنوان حاسوس برای کمیساریای خلق در امور داخلی و اتحاد جماهیر شوروی سوسیالیستی کار کند.